# Atabeg
En atabeg eller atabak er en stormandstitel i den arabisk-muslimske verden. 

## Betydninger
Titlen 
- er tyrkisk og betyder "fyrstens far" efter tyrkisk ata- ("far") og bey.
- blev først brugt under seldsjukkerne, hvor det betegnede en person, som af herskeren fik tildelt opgaven at opdrage en af dennes unge sønner.
- blev senere også benyttet af andre emirer. Under mamelukstyret i Egypten var atabeg titlen på den emir, som havde overkommandoen over stridskræfterne.

## Andet
Den nærmest modsvarende titel i vesten er frankernes major domus.
Atabegerne fungerede bl.a. som formyndere for unge prinser. 